# Csernik Kornél
Csernik Kornél (Budapest, 1998. július 2. –) magyar utánpótlás válogatott labdarúgó, jelenleg a Tatabánya középpályása.

## Pályafutása

### Klubcsapatokban
Csernik Kornél mindössze 2016 telén került a Népligetbe: korábban a Pénzügyőrben, majd a Kelen SC-ben játszott. Utóbbi klubban tagja volt a strandfoci- és a futsal-csapatnak is. 2015 őszén játszott a 3–2-es Fradi-sikerrel zárult FTC–Kelen SC NB II-es futsal-meccsen. 2016 tavaszán, 17 évesen alapembere volt a zöld-fehérek U19-es együttesének, és a felkészülés során a felnőttek között is jól mozgott. Miután betöltötte 18. életévét a 2016–17-es idényre való felkészülést már a felnőtt csapattal kezdte, és 2016. augusztus 16-án a Vasas ellen lejátszotta első mérkőzését az NB1-ben.
2018 januárjában fél évre a másodosztályú Soroksár SC vette kölcsön. 15 bajnokin lépett pályára és két gólt szerzett. 2019 januárjában a szezon hátralevő részére újból Soroksárra került kölcsönbe.

## Sikerei, díjai
Ferencvárosi TC
- Magyar kupa-győztes: 2017
- Magyar bajnok: 2019[7]